# Honorio Banario
Honorio Banario (Mankayan, 25 settembre 1989) è un artista marziale misto filippino.
Combatte nella divisione dei pesi piuma per l'organizzazione singaporeana ONE Championship, nella quale è stato campione inaugurale di categoria. Ciò lo ha reso il primo lottatore nato e cresciuto nelle Filippine ad aver conquistato un titolo mondiale di MMA. È inoltre il primatista per numero di incontri combattuti (19) nella federazione, a pari merito con Eduard Folayang. In passato ha militato anche nella promozione filippina URCC, dove è stato campione dei pesi leggeri.

## Biografia
Banario nasce a Mankayan, nella provincia di Benguet, all'interno di una numerosa famiglia. Nutre sin da giovane una passione per gli sport da combattimento, idolatrando figure come Bruce Lee e Jackie Chan, e nel 2005 inizia a praticare il muay thai a livello collegiale. Più tardi scopre l'interesse per le arti marziali cinesi ed infine per le arti marziali miste.
Nel 2009 si laurea in criminologia presso l'Università delle Cordilleras, ottenendo più tardi la qualifica per diventare agente di polizia. Strette amicizie con i membri del Team Lakay Wushu Eduard Folayang e Mark Sangiao, nate durante gli anni universitari, lo convincono tuttavia ad intraprendere definitivamente una carriera nelle arti marziali miste e ad abbandonare l'intenzione di divenire poliziotto.

## Carriera nelle arti marziali miste

### ONE Championship
Il 2 febbraio 2013 a ONE FC 7 centra la vittoria più grande in carriera, sconfiggendo il connazionale Eric Kelly via KO tecnico alla quarta ripresa ed aggiudicandosi così la corona vacante dei pesi piuma. Con tale successo diventa così il primo lottatore nato e cresciuto nelle Filippine ad aggiudicarsi un titolo mondiale di arti marziali miste.

## Risultati nelle arti marziali miste
| Risultato | Record | Avversario           | Metodo                           | Evento                      | Data             | Round | Tempo | Città            | Note |
| --------- | ------ | -------------------- | -------------------------------- | --------------------------- | ---------------- | ----- | ----- | ---------------- | ---- |
| Sconfitta | 13-7   | Amir Khan            | Sottomissione (rear-naked choke) | ONE 79: Beyond the Horizon  | 8 settembre 2018 | 1     | 4:34  | Shanghai, Cina   |      |
| Vittoria  | 13-6   | Adrian Pang          | Decisione (non unanime)          | ONE 71: Heroes of Honor     | 20 aprile 2018   | 3     | 5:00  | Pasay, Filippine |      |
| Vittoria  | 12-6   | Jaroslav Jartim      | KO (pugno)                       | ONE 54: Kings of Destiny    | 21 aprile 2017   | 2     | 1:31  | Pasay, Filippine |      |
| Vittoria  | 11-6   | Rajinder Singh Meena | Sottomissione (armbar)           | ONE 50: Age of Domination   | 2 dicembre 2016  | 1     | 4:04  | Pasay, Filippine |      |
| Vittoria  | 10-6   | Eddie Ng             | Decisione (unanime)              | ONE 45: Heroes of the World | 13 agosto 2016   | 3     | 5:00  | Cotai, Macao     |      |